# Triandría
Triandría, en grec moderne : Τριανδρία, est une ville et un ancien dème du district régional de Thessalonique, en Macédoine-Centrale, Grèce. Depuis 2010, il est fusionné au sein du dème de Thessalonique. La localité forme un quartier dans la ville de Thessalonique
Selon le recensement de 2011, la population du dème ainsi que celle de la localité s'élève à 9 986 habitants.